# كاتارينا باشترناكوفا
كاتارينا باشترناكوفا مواليد 12 أكتوبر 1982 في هوربانوفو، تشيكوسلوفاكيا، هي لاعبة كرة مضرب سلوفاكية. أعلى تصنيف لها في الفردي كان 292. أعلى تصنيف لها في الزوجي كان 441.

## النهائيات

### الفردي (0–1)
| الحصيلة | الرقم | التاريخ        | الدورة             | الأرضية | المنافس     | النتيجة  |
| ------- | ----- | -------------- | ------------------ | ------- | ----------- | -------- |
| الوصافة | 1.    | 13 سبتمبر 1999 | مايوركا 2، إسبانيا | ترابية  | إستر مولنار | 3–6, 4–6 |

## روابط خارجية
- كاتارينا باشترناكوفا على موقع رابطة محترفات التنس (الإنجليزية)
- كاتارينا باشترناكوفا على موقع الاتحاد الدولي لكرة المضرب (الإنجليزية)